# Vlag van Gouda

Vlag van de gemeente Gouda

Vlag beschreven door Sierksma (reconstructie op basis van een kleurenfoto)

De vlag van Gouda is de onofficiële gemeentelijke vlag van de Zuid-Hollandse gemeente Gouda. De vlag bestaat uit drie horizontale banen van gelijke hoogte in de kleuren rood-wit-rood. De kleuren zijn afkomstig van het gemeentewapen.
Hoewel niet officieel, gebruikt Gouda al eeuwenlang een rood-wit-rode vlag. Deze is gelijk aan de vlag van Dordrecht, vlag van Hoorn en aan de huidige vlag van Oostenrijk.

## Gemeentelijke vlag
Sierksma vermeldt in 1962 dat de gemeente zelf op hoogtijdagen vlagde met een vlag met vijf rode en vier witte even hoge banen, met daar overheen verspreid acht gele sterren. Een afbeelding wordt er niet bij vermeld. Op foto's van VVV Gouda is te zien hoe de vlag aan een horizontale stok uit een bovenraam in het oude stadhuis van Gouda hangt. De vlaglengte bedraagt ruim twee verdiepingen.

### Verwante afbeeldingen

Wapen van Gouda
Vlag van Bouillon
Vlag van Dordrecht
Vlag van Hoorn
Vlag van Leuven
Vlag van Oostenrijk

Alblasserdam
· Albrandswaard
· Alphen aan den Rijn
· Barendrecht
· Bodegraven-Reeuwijk
· Capelle aan den IJssel
· Delft
· Den Haag
· Dordrecht
· Goeree-Overflakkee
· Gorinchem
· Gouda
· Hardinxveld-Giessendam
· Hendrik-Ido-Ambacht
· Hillegom
· Hoeksche Waard
· Kaag en Braassem
· Katwijk
· Krimpen aan den IJssel
· Krimpenerwaard
· Lansingerland
· Leiden
· Leiderdorp
· Leidschendam-Voorburg
· Lisse
· Maassluis
· Midden-Delfland
· Molenlanden
· Nieuwkoop
· Nissewaard
· Noordwijk
· Oegstgeest
· Papendrecht
· Pijnacker-Nootdorp
· Ridderkerk
· Rijswijk
· Rotterdam
· Schiedam
· Sliedrecht
· Teylingen
· Vlaardingen
· Voorne aan Zee
· Voorschoten
· Waddinxveen
· Wassenaar
· Westland
· Zoetermeer
· Zoeterwoude
· Zuidplas
· Zwijndrecht